# Brady Lake
Brady Lake és una població dels Estats Units a l'estat d'Ohio. Segons el cens del 2006 tenia 497 habitants.

## Demografia
Segons el cens del 2000, Brady Lake tenia 513 habitants, 202 habitatges, i 148 famílies. La densitat de població era de 619 habitants per km².
Dels 202 habitatges en un 35,1% hi vivien nens de menys de 18 anys, en un 58,9% hi vivien parelles casades, en un 11,9% dones solteres, i en un 26,7% no eren unitats familiars. En el 23,3% dels habitatges hi vivien persones soles el 7,4% de les quals corresponia a persones de 65 anys o més que vivien soles. El nombre mitjà de persones vivint en cada habitatge era de 2,54 i el nombre mitjà de persones que vivien en cada família era de 3.
Per edats la població es repartia de la següent manera: un 24,8% tenia menys de 18 anys, un 7,8% entre 18 i 24, un 27,5% entre 25 i 44, un 29,4% de 45 a 60 i un 10,5% 65 anys o més.
L'edat mediana era de 40 anys. Per cada 100 dones de 18 o més anys hi havia 93 homes.
La renda mediana per habitatge era de 36.406 $ i la renda mediana per família de 47.917 $. Els homes tenien una renda mediana de 36.667 $ mentre que les dones 26.641 $. La renda per capita de la població era de 19.357 $. Aproximadament el 3,5% de les famílies i el 3,8% de la població estaven per davall del llindar de pobresa.

## Poblacions més properes
El següent diagrama mostra les poblacions més properes.